# W43T
W43T（だぶりゅーよんさんてぃー）は、東芝、および東芝モバイルコミュニケーション社（現・FCNT）が開発した、KDDIおよび沖縄セルラー電話のauブランドのCDMA 1X WINの携帯電話である。

## 概要
2006年4月に発売され、既存のW31T及びW32Tをベースに、Bluetoothを省いた代わりに、赤外線通信機能が追加され、さらにau LISTEN MOBILE SERVICEに対応したモデルである。
のちにW45Tへ発展する。
データフォルダ容量が、前2機種から大幅に増え、50MBとなった。
W32Tよりメインディスプレイ側が少し厚くなった。

## 仕様
主な仕様は右のテンプレートに記載する。
- 前面ステレオスピーカー
- 最大128和音（音源チップ・ヤマハMA-7を使用）
- au LISTEN MOBILE SERVICE対応
- 3Dナビ対応
- 赤外線通信対応
- PCサイトビューアー
- 聴かせて検索
- EZナビウォーク（3Dナビ対応版）
- EZ助手席ナビ
- EZチャンネル
- 安心ナビ
- EZ着うたフル
- 着ムービー
- 着Flash（アニメ）
- KCP (KDDI Common Platform)

## 備考
- 3Dグラフィックエンジン（グラフィックアクセラレータ）「MOBILE TURBO T4G」（TC35285）搭載
- 電子辞書機能（辞スパ）内蔵型。）
- フレームレス構造の大型テンキーを採用